# Pattern 1861 Enfield
O Enfield Pattern 1861 short-rifle (eventualmente classificado coloquialmente como um "mosquetão") foi uma versão encurtada do Pattern 1853 Enfield rifled musket, portanto, mais fácil de transportar e recarregar.

## Visão geral
O Enfield Pattern 1861 short-rifle foi uma versão de cano curto (24 polegadas (610 milímetros)), técnicamente referenciada como uma carabina, do Pattern 1853 Enfield rifled musket tendo uma taxa de torção mais rápida de 1:48 contra 1:78 do "irmão maior", além de um número maior de raias, 5 contra 3, características que o tornavam mais preciso que o rifle original, além de ser mais fácil de tranportar e recarregar.

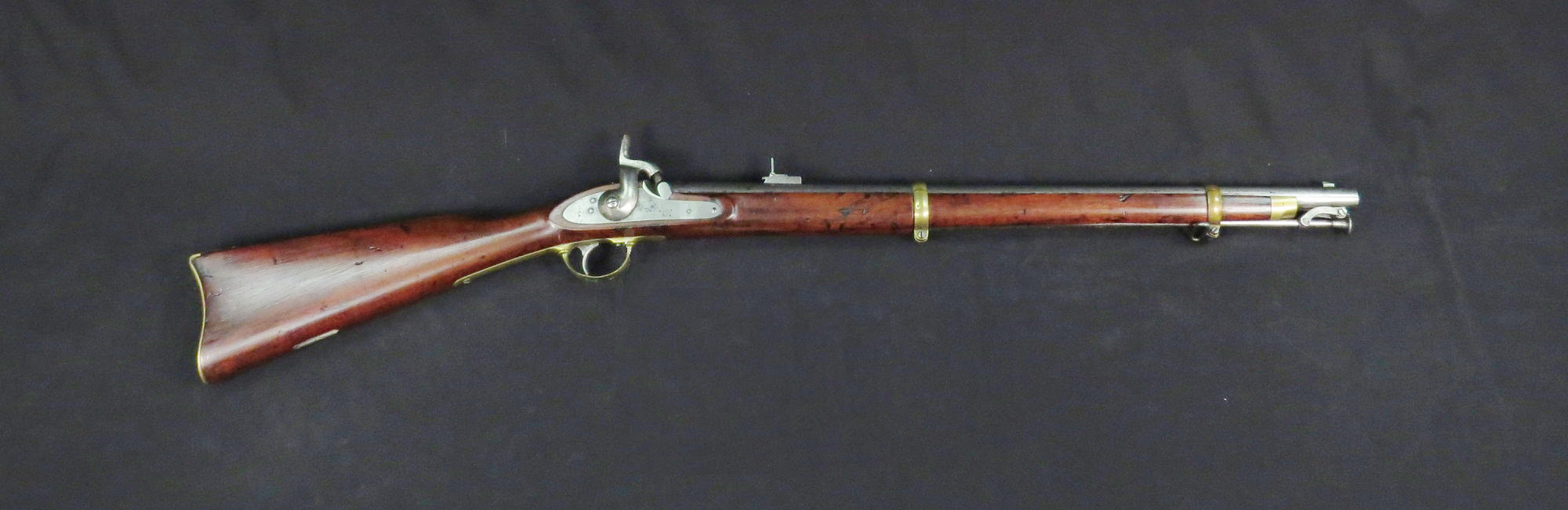
O Enfield Pattern 1861 short-rifle.

## Histórico
Depois do lançamento da versão original, o "Pattern 1853", foi lançado o "Pattern 1856", com um cano mais curto de 33 polegadas (838 milímetros) e uma mira mais elaborada com regulagem para até 1 100 jardas (1 010 metros), além de adotar, a partir de 1858, o mesmo sistema de raias de profundidade progressiva que estava sendo implantado no "Pattern 1853".

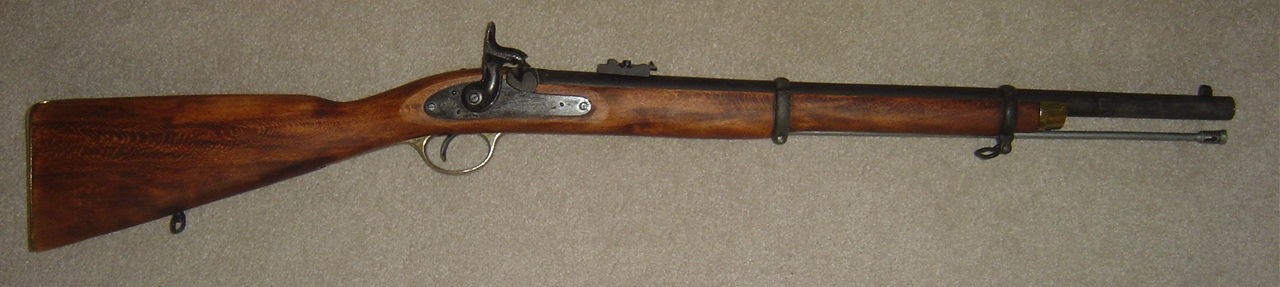
Um Enfield Pattern 1861 short-rifle.

No início de 1858 foi lançado o "Pattern 1858", uma versão de cano mais pesado (em latão) do rifle curto "P1856", que a Marinha Britânica adotou. O "P1858" foi estriado com 5 ranhuras de profundidade progressivas e estreitas mantendo a taxa de torção de 1:48, oficialmente designado como: "Pattern 1858 Naval Rifle". Essa versão, provou ser substancialmente superior ao "P1856" com o cano mais leve e de apenas três raias, e em novembro de 1860 o "Conselho de Artilharia" adotou oficialmente o novo "Pattern 1860 Short Rifle", externamente idêntico ao "P1856", mas com um cano mais pesado e o estriamento de 5 ranhuras com taxa de 1:48, de profundidade progressiva do "P1858" naval. Esses novos rifles foram aprovados em novembro de 1860 e entraram em produção para o serviço militar britânico em 1861. No entanto, logo em seguida foram oficialmente substituídas pelo novo "Pattern 1861 Enfield short-rifle", que era essencialmente um "P1860" atualizado com as cintas de cano padrão "Baddeley" no lugar da "Palmer", uma nova mira traseira com regulagem de até 1 250 jardas (1 140 metros), para tirar proveito das melhorias na pólvora em uso para armas militares leves britânicas.
Assim como seus antecessores, o "Pattern 1861" era montado em ferro, com o cano e cintas azulados e mecanismo de ação e peças acessórias endurecidas. Os rifles eram equipados com uma alça que aceitava a baioneta de sabre de lâmina semi-yataghan do "P1856". Diferente dos antecessores que foram produzidos por vários contratantes de Birmingham, o "Pattern 1861" foi produzido principalmente na Royal Small Arms Factory (RSAF) em Enfield Lock com produção limitada de contratados. O Enfield Pattern 1861 foi o último dos rifles militares britânicos de percussão por antecarga. Este foi o modelo mais avançado a ser produzido, e muitos dos "Pattern 1861" nunca viram o serviço de campo, pois eram as armas de produção mais recentes e eram mantidos para serviço na Torre. Esses rifles formaram o núcleo do suprimento de rifles para o programa de conversão Snider–Enfield, que começou no final da década de 1860.
O "Pattern 1861" foi produzido também nos Estados Unidos durante a Guerra Civil, primeiramente no "Richmond Armory" mais tarde, em Tallassee, Alabama, onde cerca de 500 "Carabinas Tallassee" foram fabricadas, mas muito tarde para serem usadas na guerra.

## Utilização

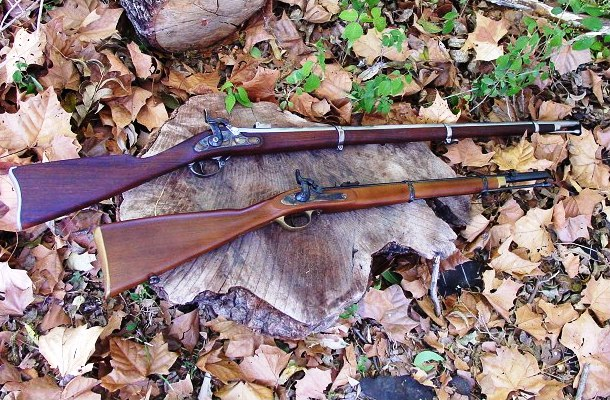
Um Enfield Pattern 1861 (abaixo) comparado a um Springfield 1863.

No Exército britânico, o Pattern 1861 foi emitido para unidades de artilharia, que exigiam uma arma para defesa pessoal e que podiam ser mais facilmente manejadas a cavalo. Eles também foram importados pela Confederação durante a Guerra Civil Americana e enviados para unidades de artilharia e cavalaria. No entanto, o Pattern 1853 mais longo era mais adequado para unidades de infantaria que lutavam em formação em linha de várias fileiras de profundidade, a fim de minimizar o risco de que os homens nas fileiras traseiras atirassem acidentalmente nos homens nas primeiras filas na parte de trás da cabeça, ou queimem seus rostos e estourem seus tímpanos com a explosão na "boca" do cano.
O Pattern 1861, era muito apreciado por sua capacidade de manobra, e sendo projetado para uso com Minié balls, eles podiam ter um alcance efetivo de até 500 jardas (457 metros).
Esta arma é freqüentemente chamada de "musketoon", mas devido ao seu cano estriado é mais precisamente um rifle curto. Esse erro é prevalente na literatura popular provavelmente devido ao nome incorreto aplicado a uma reprodução da Parker-Hale.